# Zivilvertrag (Armenien)
Zivilvertrag (KP) (armenisch Քաղաքացիական պայմանագիր Kaghakaziakan Pajmanagir, englisch Civil Contract) ist eine zentristisch und liberal ausgerichtete Partei in Armenien, als Partei gegründet am 30. Mai 2015. Sie stellt die gegenwärtige Regierung Armeniens. Nikol Paschinjan, Parteivorsitzender und zentrale Persönlichkeit bei der Samtenen Revolution 2018, ist derzeit Premierminister von Armenien.

## Positionierung
Nach Einschätzung des Politikwissenschaftlers Edgar Vardanyan positioniert sich Zivilvertrag im politischen Spektrum, gemessen an dessen Wahlprogramm, am ehesten im Bereich einer Mitte-rechts-Politik und „gemäßigtem“ Liberalismus. Verglichen mit den europäischen Parteien sieht er insbesondere bei der zentristischen Europäischen Demokratischen Partei größere Überschneidungen, gefolgt von der liberalen ALDE. Mit der Mitte-rechts verorteten Europäischen Volkspartei sieht er ebenfalls viele Gemeinsamkeiten, allerdings auch „einige Unterschiede“.

## Wahlergebnisse
Bei der vorgezogenen Parlamentswahl 2021, bei welcher Zivilvertrag ohne Bündnis angetreten war, konnte die Partei mehr als die Hälfte der Wählerstimmen (53,96 %) für sich gewinnen und so seine dominante Position in der Nationalversammlung verteidigen. Während Zivilvertrag in allen Regionen sehr erfolgreich abschnitt, bekam die Partei besonders viele Stimmen in den Regionen Tawusch (67,9 %), Gegharkunik (66,26 %), Schirak (65,11 %) und Armawir (63,35 %). Die wenigsten Stimmen bekam sie mit 42,31 % in der Hauptstadt Jerewan, was dennoch das mit Abstand beste Ergebnis einer Partei in Jerewan darstellte.
| Wahl | Stimmen | %     | Sitze         | Rang | Position nach d. Wahlen                                                            | Quelle                                        |
| ---- | ------- | ----- | ------------- | ---- | ---------------------------------------------------------------------------------- | --------------------------------------------- |
| 2012 | 106.903 | 7,08  | 1/131 7/131   | 3.   | Opposition (HAK-Fraktionsmitglied Paschinjan gründet 2015 die Partei Zivilvertrag) | Zentrale Wahlkommission der Republik Armenien |
| 2017 | 122.049 | 7,78  | 5/105 9/105   | 3.   | Opposition (im Wahlbündnis Jelk)                                                   | Zentrale Wahlkommission der Republik Armenien |
| 2018 | 884.456 | 70,43 | 56/132 88/132 | 1.   | Regierung (im Wahlbündnis IKD)                                                     | Zentrale Wahlkommission der Republik Armenien |
| 2021 | 687.414 | 53,96 | 61/107 71/107 | 1.   | Regierung                                                                          | Zentrale Wahlkommission der Republik Armenien |

## Abgeordnete in der Nationalversammlung
Hinweis: Fraktionsmitglieder ohne oder mit anderweitiger Parteimitgliedschaft sind nicht aufgeführt. Sofern nicht anders angegeben sind alle Abgeordneten seit dem Januar 2019 im Parlament vertreten.
| - Eduard Aghadschanjan (seit 2021) - Howik Aghasarjan (seit 2017) - Wahagn Alexanjan (seit 2021) - Hakob Arschakjan (seit 2021) - Matewos Asatrjan - Hakob Aslanjan (seit 2021) - Wardan Atabekjan (bis 2021) - Alexander Awetisjan (bis 2021) - Sos Awetisjan (bis 2021) - Narek Babajan (seit 2021) - Lusine Badaljan - Nikolai Baghdasarjan (bis 2021) - Rustam Bakojan - Saruhi Batojan (seit 2021) - Anusch Beglojan (bis 2021) - Arman Boschjan (bis 2021) - Aram Chatschatrjan (bis Dez. 2020) - Armen Chatschatrjan - Sargis Chandanjan - Davit Danieljan (seit 2021) - Arpine Dawojan - Artur Dawtjan (bis 2021) - Arusjak Dschulhakjan - Sisak Gabrieljan | - Wilen Gabrieljan (seit 2021) - Tatewik Gasparjan (seit 2021) - Narek Ghahramanjan - Wahe Ghalumjan - Alchas Ghasarjan (seit 2021) - Marina Ghasarjan (seit 2021) - Sona Ghasarjan - Taguhi Ghasarjan - Hripsime Grigorjan - Narek Grigorjan (seit 2021) - Suren Grigorjan (bis 2021) - Edgar Hakobjan (seit 2022) - Hasmik Hakobjan (seit 2021) - Hratschja Hakobjan (seit 2017) - Wagharschak Hakobjan - Jerdschanik Hakobjan (bis Dez. 2020) - Mchitar Hajrapetjan (bis 2021) - Tatewik Hajrapetjan (bis 2021) - Karen Hambardsumjan (seit 2019, zunächst parteilos) - Wahagn Howakimjan - Arthur Hovhannisjan - Hovhannes Hovhannisjan (bis 2021) - Sofia Howsepjan (bis 2021) | - Hripsime Hunanjan (seit 2021) - Gajane Jeghiasarjan (seit 2022) - Arman Jeghojan - Anna Karapetjan (bis 2021) - Maria Karapetjan - Lilit Kirakosjan (seit 2022) - Hajk Kondschorjan - Andranik Kotscharjan (seit 2019, zunächst parteilos) - Lilit Makunz (bis 2021) - Arusjak Manawasjan (seit 2021) - Artur Manukjan - Karapet Mchtschjan (bis 2021) - Sasun Mikajeljan (2017–2021) - Lilit Minasjan (seit 2021) - Ararat Mirsojan (2017–2021) - Aren Mkrtschjan (seit 2019, zunächst parteilos) - Narek Mkrtschjan (bis 2021) - Sergej Mowsisjan (bis 2021) - Lena Nasarjan (seit 2017) - Emma Paljan (seit 2021) - Armen Pambuchtschjan (bis Sep. 2020) - Geworg Papojan | - Nikol Paschinjan (2012–2017) - Sipan Paschinjan (bis 2021) - Kristine Poghosjan - Mariam Poghosjan (seit 2021) - Ruben Rubinjan - Hajk Sargsjan - Trdat Sargsjan (seit 2021) - Karen Saruchanjan - Narek Seinaljan - Hakob Simidjan (bis 2021) - Alen Simonjan (seit 2017) - Lilit Stepanjan - Wahagn Tewosjan (bis 2021) - Heriknas Tigranjan (seit 2019, zunächst parteilos) - Arsen Torosjan (seit 2021) - Mikajel Tumasjan (seit 2021) - Babken Tunjan (seit 2019, zunächst parteilos) - Tigran Ulichanjan (bis Okt. 2020) - Zowinar Wardanjan - Wladimir Wardanjan - Hajk Zirunjan (seit 2020, zunächst parteilos) |

Quelle: Webseite der Nationalversammlung

## Fraktionsvorsitzende
Alle bisherigen Fraktionsvorsitzenden, welche die Partei Zivilvertrag stellte:

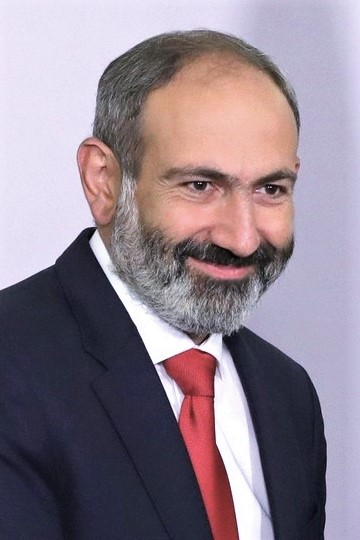
Nikol Paschinjan 18. Mai 2017 bis 8. Mai 2018 (Fraktion Jelk)
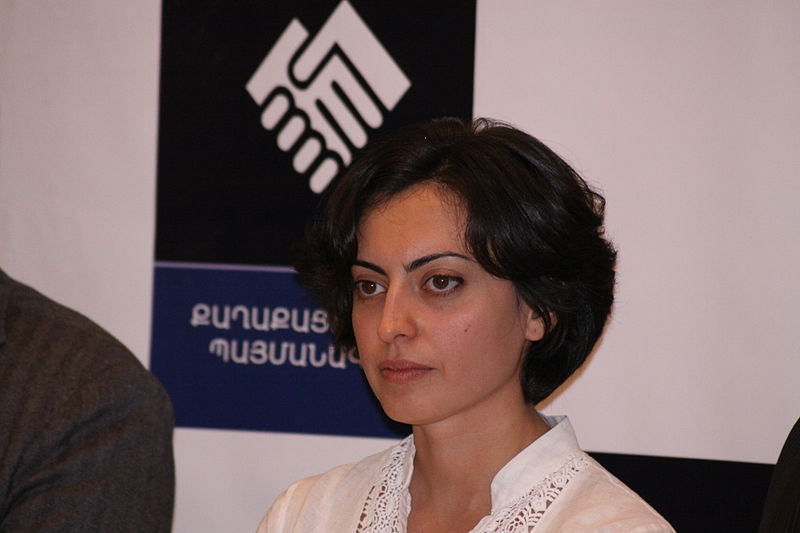
Lena Nasarjan 12. September 2018 bis 14. Januar 2019 (Fraktion Jelk)
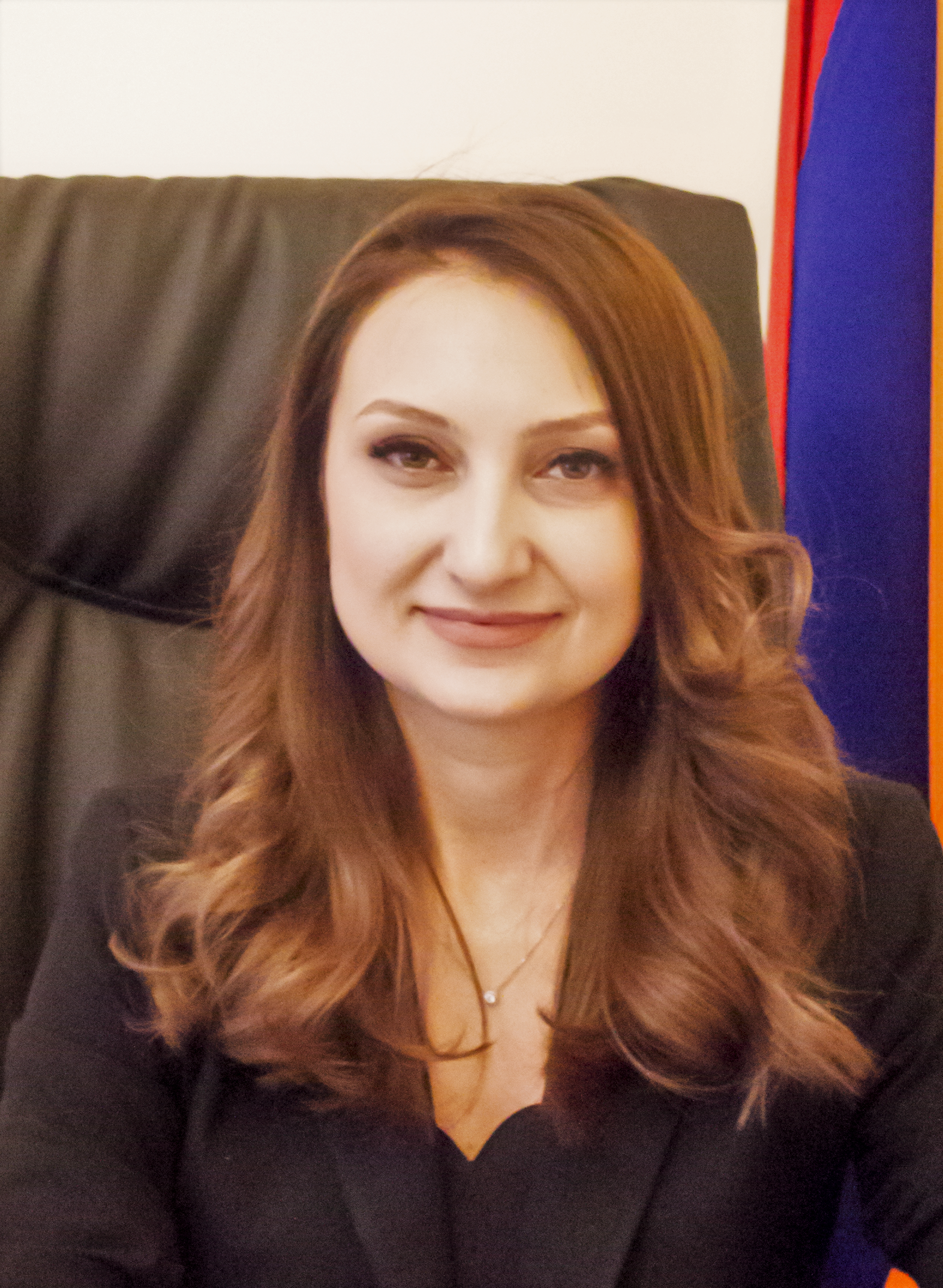
Lilit Makunz 14. Januar 2019 bis 2021 (Fraktion IKD)
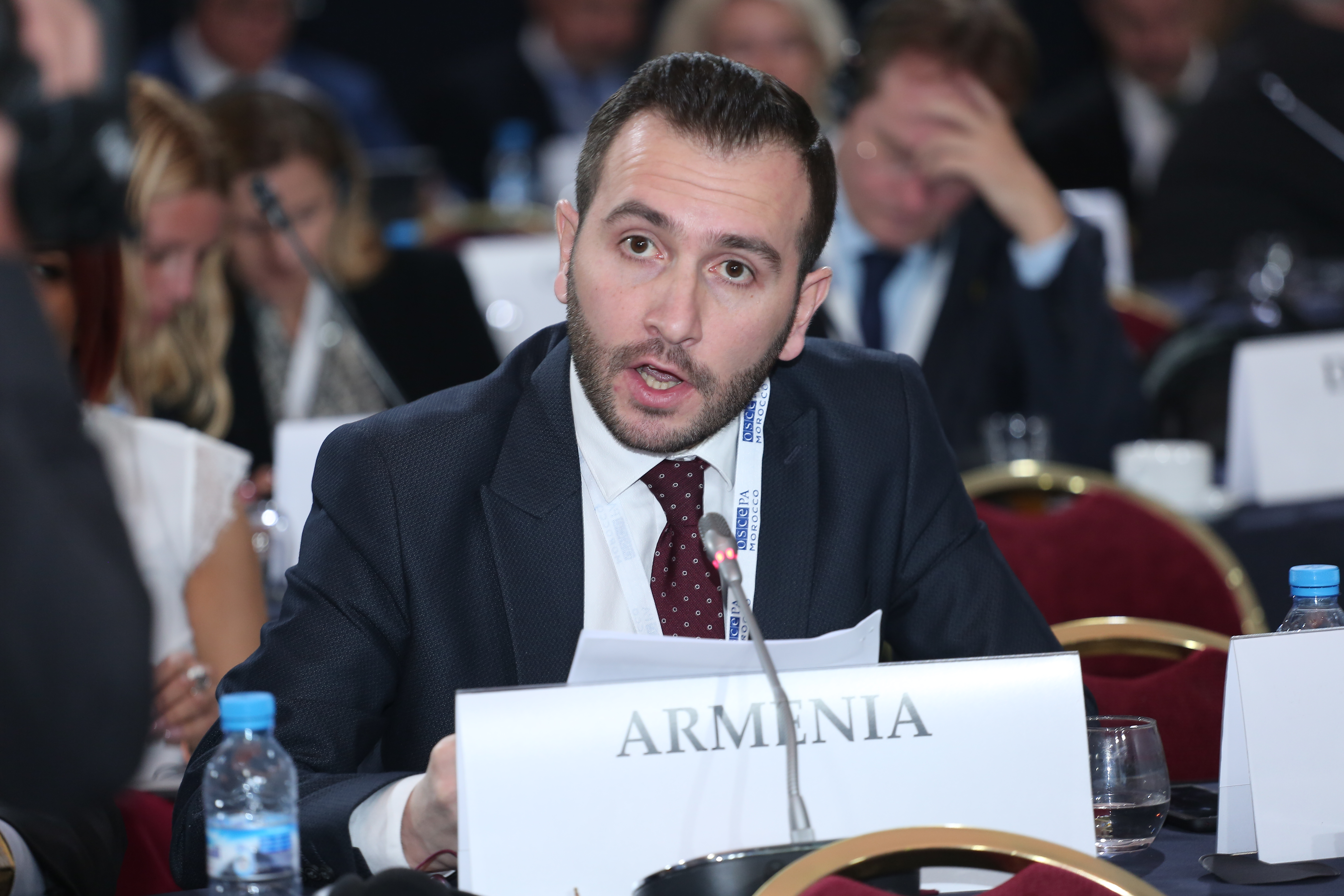
Hajk Kondschorjan seit 2. August 2021 (Fraktion Zivilvertrag)